# Teresa Piotrowska
 (mars 2025).
Si vous disposez d'ouvrages ou d'articles de référence ou si vous connaissez des sites web de qualité traitant du thème abordé ici, merci de compléter l'article en donnant les références utiles à sa vérifiabilité et en les liant à la section « Notes et références ».
En pratique : Quelles sources sont attendues ? Comment ajouter mes sources ?
Teresa Piotrowska, née le 5 février 1955 à Tczew, est une femme d'État polonaise membre de la Plate-forme civique (PO). Elle est ministre de l'Intérieur entre 2014 et 2015.

## Biographie

### Formation et vie professionnelle
Elle obtient en 1980 un diplôme d'histoire à l'Académie théologique de Varsovie, après quoi elle travaille au sein de l'association PAX, une organisation séculière catholique pro-communiste. Entre 1999 et 2001, elle est vice-présidente de l'Office des marchés publics (UZP).

### Parcours politique
En 1990, elle rejoint l'Union chrétienne-nationale (ZChN) et se fait élire quatre ans plus tard au conseil municipal de Bydgoszcz, une grande ville du centre de la Pologne. Elle adhère ensuite au Parti conservateur-populaire (SKL), puis est nommée préfète de la voïvodie de Bydgoszcz en 1998.
Pour les élections législatives de 2001, elle intègre la Plate-forme civique et se fait élire députée à la Diète. Réélue en 2005, elle échoue en 2006 à se faire élire maire de Bydgoszcz, mais elle conserve son mandat parlementaires aux législatives anticipées de 2007, ainsi que lors du scrutin de 2011.
Le 22 septembre 2014, Teresa Piotrowska est choisie par la nouvelle présidente du conseil des ministres Ewa Kopacz comme ministre de l'Intérieur lors de la formation de son gouvernement. Elle est alors la première femme à prendre la direction de ce ministère régalien.